# ゆびきりげんまん
『ゆびきりげんまん』は、1968年9月21日から1969年3月29日までフジテレビ系列局で放送されていたフジテレビ製作のテレビドラマである。キッコーマン醤油（現・キッコーマン）の一社提供。放送時間は毎週土曜 19:30 - 20:00 （日本標準時）。

## 概要
鈴木家の人物を描いていたファミリードラマ。他に毎回さまざまな動物が登場していた。全6話予定が延長された。　

## 出演者
- 鈴木強：大山高雄 - 思ったことを実行しないと気が済まない行動派の少年。
- パパ：犬塚弘 - 国際線ジェットのパイロット。
- ママ：小林千登勢 - 楽天家。
- おばあちゃん：飯田蝶子

## 主題歌
「ゆびきりげんまん」
作詞：横田弘行 / 作曲・編曲：いずみたく / 歌：ピンキーとキラーズ

## 参考資料
- 読売新聞縮刷版[どれ?]